# ビジュアルデザイン学科
ビジュアルデザイン学科（ビジュアルデザインがっか）は、ビジュアルデザイン、グラフィックデザイン、イラストレーションデザインなどの教育研究を目的とした大学の学科の一つである。

## ビジュアルデザイン学科をもつ日本の大学
- 九州産業大学 芸術学部 ビジュアルデザイン学科
- 京都市立芸術大学 美術学部 デザイン科　ビジュアルデザイン専攻
- 京都精華大学 デザイン学部 ビジュアルデザイン学科　グラフィックデザインコース
- 神戸芸術工科大学 デザイン学部 ビジュアルデザイン学科(ビジュアル、エディトリアル、ウェブ、イラストレーション、絵本の各デザインコース）

## ビジュアルデザインコースなどをもつ日本の大学
- 沖縄県立芸術大学 美術工芸学部 デザイン工芸学科　デザイン専攻ビジュアル系
- 女子美術大学 芸術学部 デザイン学科  ビジュアルコミュニケーションコース
- 東京家政大学 家政学部 造形表現学科　デザイン分野（ビジュアル、グラフィック、空間）
- 東京工芸大学   芸術学部 デザイン学科　ビジュアルコミュニケーションコース（グラフィック、広告、イラストレーションなど）
- 東京工科大学 デザイン学部 デザイン学科 視覚デザインコース、工業デザインコース （ビジュアル、グラフィック、空間）
- 長岡造形大学 造形学部 視覚デザイン学科　ビジュアルアートコース
- 長岡造形大学 造形学部 視覚デザイン学科　ビジュアルデザインコース
- 名古屋芸術大学 芸術学部 芸術学科　デザイン領域　ヴィジュアルデザインコース
- 名古屋造形大学短期大学部 造形芸術科  ビジュアルデザインコース
- 明星大学 造形芸術学部 造形芸術学科　ビジュアルコース
- 岡山県立大学 デザイン学部 造形デザイン学科 ビジュアルデザイン領域
- 大阪工業大学 ロボティクス＆デザイン工学部 空間デザイン学科 ヴィジュアルデザイン

## イラストレーションデザインを学べる日本の大学
- 大垣女子短期大学 デザイン美術科  絵本・イラストレーションコース
- 大阪成蹊大学 芸術学部 情報デザイン学科　イラストレーションデザインコース
- 九州産業大学 芸術学部 ビジュアルデザイン学科 イラストレーションデザイン専攻
- 京都市立芸術大学 美術学部 デザイン科　ビジュアルデザイン専攻
- 京都精華大学 デザイン学部 ビジュアルデザイン学科　イラストレイションデザインコース
- 成安造形大学 造形学部 デザイン科　イラストレーション群
- 宝塚大学 東京メディア芸術学部 メディア芸術学科 イラストレーション領域
- 東海大学（旭川キャンパス） 芸術工学部 くらしデザイン学科　アートコース
- 名古屋芸術大学 美術学部 デザイン学科　メディア＆コミュニケーションブロック　イラストレーション（動画・マンガからキャラクターデザインまで）
- 名古屋造形大学(旧名古屋造形芸術大学) 造形学部 造形学科　イラストレーションデザインコース　（2008年4月新設予定）
- 日本大学 芸術学部 デザイン学科　コミュニケーションデザイン（イラストレーション、グラフィック、CGなど）
- 夙川学院短期大学 美術・デザイン学科  イラスト・ビジュアルコース
- 福山市立女子短期大学 生活学科　生活創造専攻　美術デザインコース  （絵画、イラストレーション、グラフィック）
- 横浜美術短期大学 造形美術科  グラフィックデザインIIコース（イラストレーション）